# Uche Jombo
Uche Jombo Rodriguez (Enugu, 28 de diciembre de 1979) es una actriz, productora de cine y guionista nigeriana.

## Carrera
Uche Jombo nació el 28 de diciembre de 1979 en el Estado de Abia, Nigeria. Se graduó en matemáticas y estadística en la Universidad de Calabar y de programación de computadoras en la Universidad Tecnológica Federal de Minna.
Inició su carrera en el ambiente de Nollywood en 1999 al participar en la película Visa to Hell. Como guionista ha trabajado en los largometrajes The Celebrity, Games Men Play, Girls in the Hood y A Time to Love. Más adelante produjo las películas Nollywood Hustlers, Holding Hope y Damage.

## Filmografía
| Año  | Película             | Papel   | Notas                                                     |
| ---- | -------------------- | ------- | --------------------------------------------------------- |
| 1999 | Visa to hell         |         |                                                           |
| 2000 | Girls Hostel         |         | con Mary Uranta                                           |
| 2002 | Fire Love            |         | con Desmond Elliot                                        |
| 2004 | Scout                |         | con Alex Lopez                                            |
| 2005 | Endless Lies         | Becky   | con Desmond Elliot                                        |
| 2005 | Darkest Night        |         | con Genevieve Nnaji, Richard Mofe Damijo & Desmond Elliot |
| 2005 | Black Bra            |         |                                                           |
| 2006 | Secret Fantasy       |         | con Ini Edo                                               |
| 2006 | Price of Fame        |         | con Mike Ezuruonye & Ini Edo                              |
| 2006 | My Sister My Love    | Hope    | con Desmond Elliot                                        |
| 2006 | Love Wins            | Ege     | con Desmond Elliot                                        |
| 2006 | Co-operate Runs      |         | con Zack Orji                                             |
| 2007 | World of Commotion   |         | con Zack Orji & Mike Ezuruonye                            |
| 2007 | Rush Hour            |         |                                                           |
| 2007 | Price of Peace       |         | con Chioma Chukwuka & Jim Iyke                            |
| 2007 | Most Wanted Bachelor |         | con Ini Edo & Mike Ezuruonye                              |
| 2007 | Keep My Will         |         | con Genevieve Nnaji & Mike Ezuruonye                      |
| 2007 | House of Doom        |         | con Zack Orji & Mike Ezuruonye                            |
| 2007 | Greatest Harvest     |         | con Pete Edochie                                          |
| 2007 | Final Hour           |         | con Tonto Dikeh                                           |
| 2008 | Feel My Pain         |         | con Mike Ezuruonye                                        |
| 2008 | Beyonce & Rihanna    | Nichole | con Omotola Jalade-Ekeinde, Nadia Buari & Jim Iyke        |
| 2009 | Love Games           |         | con Jackie Appiah & Ini Edo                               |
| 2009 | Entanglement         |         | con Desmond Elliot, Mercy Johnson & Omoni Oboli           |
| 2009 | Silent Scandals      | Muky    | con Genevieve Nnaji & Majid Michel                        |
| 2010 | Home in Exile        |         | con Desmond Elliot                                        |
| 2010 | Holding Hope         | Hope    | con Desmond Elliot & Nadia Buari                          |
| 2011 | Kiss and Tell        | Mimi    | con Desmond Elliot & Nse Ikpe-Etim                        |
| 2011 | Damage               |         | con Tonto Dikeh                                           |
| 2012 | Mrs Somebody         |         |                                                           |
| 2012 | Misplaced            | Debra   | con Van Vicker                                            |
| 2013 | After The Proposal   | Mary    | con Patience Ozokwor & Anthony Monjaro                    |
| 2016 | Wives on Strike      |         | con Chioma Chukwuka & Omoni Oboli                         |
| 2017 | Banana Island Ghost  |         | con Chigul & Dorcas Shola Fapson                          |
| 2018 | Heaven On My Mind    | Uju     | con Ini Edo                                               |